# ناتالی آنژیر
ناتالی آنژیر (انگلیسی: Natalie Angier; ۱۶ فوریهٔ ۱۹۵۸ – ) روزنامه‌نگاری علم اهل ایالات متحده آمریکا بود.